# Snog
Snogen (latin: Natrix natrix) er en slange i snoge-familien. Den kan kendes på de karakteristiske gule pletter i nakken.
Snogen lever overvejende i moseområder, eller i nærheden af gårde, i møddinger, hvor den lægger sine æg. Den lægger mellem 20 og 40 æg i juni/juli måned.
Dens gennemsnitslige størrelse er cirka 1 meter for en hunsnog, som er større og kraftigere end hannen.
Snogen er fredet i Danmark.

## Udbredelse
Snogen er vidt udbredt i Europa fra det mellemste Skandinavien til det sydlige Italien. Snogen forekommer også i Mellemøsten og i det nordvestlige Afrika. Snogen forekommer i England og Wales, men er sjælden i Skotland og forekommer ikke i Irland.

## Føde
Snogen lever næsten udelukkende af padder, særlig skrubtudser og brune frøer, selvom de lejlighedsvist kan spise mindre pattedyr og fisk. Snoge i fangenskab kan spise regnorme, men snogen spiser dog i fangenskab ådsler Snogen jager aktivt efter byttedyr, ofte nær vand, ved brug af synet og lugtesansen (gennem Jacobsons organ). I modsætning til kvælerslangerne konsumerer snogen byttet, mens det er i live.

## se også
- Snogens bevægelser - En film af Claus Bering fra 1972